# گاربتسه
گاربتسه (به لهستانی:  Garbce) یک روستا در لهستان است که در گمینا ژمیگرود واقع شده‌است.